# Stroppo
Stroppo is een gemeente in de Italiaanse provincie Cuneo (regio Piëmont) en telt 98 inwoners (31-12-2004). De oppervlakte bedraagt 28,4 km², de bevolkingsdichtheid is 3 inwoners per km².

## Demografie
Stroppo telt ongeveer 64 huishoudens. Het aantal inwoners daalde in de periode 1991-2001 met 12,9% volgens cijfers uit de tienjaarlijkse volkstellingen van ISTAT.
| Jaar | Inwoneraantal |
| ---- | ------------- |
| 1991 | 124           |
| 2001 | 108           |

## Geografie
Stroppo grenst aan de volgende gemeenten: Elva, Macra, Marmora, Prazzo, Sampeyre.